# 1619
1619 је била проста година.